# Никогда не сдаваться
«Никогда не сдаваться», (яп. 野性の証明: ясэй но со: мэй; англ. Never Give Up) — японский фильм режиссёра Дзюнъи Сато, поставленный в жанре криминального боевика в 1978 году.

## Сюжет
Адзисава является солдатом сверхсекретного правительственного спецназа. Однажды во время учений в лесу он натыкается на массовое убийство сельской общины, совершённое обезумевшим односельчанином. В то время, как безумец уже готовится убить собственную дочь, Адзисава наносит ему смертельный удар. После последующего прикрытия его со стороны командования, он уходит в отставку и усыновляет девочку Ёрико, спасённую им. Ёрико пережила шок и впала в амнезию, трагедия была стёрта из её памяти.
Через год он возвращается в эту местность, расследуя в качестве страхового инспектора смерть женщины, мужу которой должна быть выплачена страховка. По ходу расследования он встречает девушку, репортёра местной газеты Томоко, чья сестра-близнец была убита год назад в той самой деревне. Он берёт на себя ответственность защищать девушку и своевременно, так как их совместное расследование становится опасным. Они вышли на след банды якудза, возглавляемой местным олигархом Оба, который в значительной степени держит в руках весь город. Ему подчинены как городские власти, так и полиция. Полицейский детектив Китано, приехавший из префектуры, так же расследует это убийство, и он предполагает, что нынешнее преступление и прошлогоднее массовое убийство в деревне связаны, а Адзисаву подозревает в качестве предполагаемого убийцы. Тем временем убивают журналистку Томоко. Коррумпированные местные полицейские по указке сверху обвиняют в её убийстве Адзисаву.
Детектив Китано надевает на Адзисаву наручники, но во время доставки арестованного в полицию префектуры их перехватывают спецназовцы. Да и угроза тюремного заключения не является теперь наибольшей из забот Адзисавы, так как его бывшая организация уже приняла решение о его ликвидации. Хотя Адзисава не желает насилия, которому он был когда-то обучен, тем не менее, он вынужден защитить приёмную дочь Ёрико и начинает борьбу с коррумпированными власть имущими, гангстерами и своими же бывшими хозяевами из секретного военного подразделения.

## В ролях
- Кэн Такакура — Такэси Адзисава
- Рёко Накано — Томоко Оти / Мисако
- Хироко Якусимару — Ёрико Нагаи
- Рэнтаро Микуни — Кадзунари Оба
- Исао Нацуяги — детектив Китано
- Такахиро Тамура — Уракава, пресс-атташе
- Синскэ Асида — Сакамото, глава военного ведомства
- Хироки Мацуката — Минагава
- Тэцуро Тамба — генерал Вада
- Ричард Андерсон — американский офицер
- Хадзимэ Хана — лейтенант Муранага
- Хироси Тати — Нариаки Оба, сын Кадзунари
- Микио Нарита — Накада (якудза)
- Тацуо Умэмия — Идзаки (якудза)
- Юсукэ Нацу — Таока, журналист
- Таниэ Китабаяси — Киё Мацусита
- Тайдзи Тонояма — лавочник
- Куниэ Танака — Хатинохэ, бармен
- Кэй Ямамото — Кёдзю Фурухаси

## Премьеры
- — национальная премьера фильма состоялась 7 октября 1978 года[1].
- — фильм демонстрировался в Португалии с 6 марта 1981 года[1].

## Премии и номинации
Премия Японской киноакадемии
- 2-я церемония вручения премии (1979)[2]

Номинация в категории:
- за лучшее исполнение мужской роли второго плана — Исао Нацуяги

Кинопремия «Майнити»
- 33-я церемония вручения премии (1979)[3]

Выиграны:
- Фильм удостоен приза зрительских симпатий по выбору читателей газеты «Майнити симбун» — вручён режиссёру